# San Giustino Valdarno
San Giustino Valdarno is een plaats (frazione) in de Italiaanse gemeente Loro Ciuffenna.